# Revue nationale stratégique 2025
Lire en ligne

Lire le texte sur le site officiel du Gouvernement

Revue nationale stratégique 2022
La Revue nationale stratégique 2025 (RNS 2025) dresse le panorama de l'environnement de défense et de sécurité de la France, aussi bien national qu’international, et identifie les enjeux stratégiques, opérationnels et capacitaires auxquels la France sera confrontée dans les prochaines années. Publié le 14 juillet 2025, ce document, dont seule une partie est rendue publique, fait suite à la Revue nationale stratégique 2022 (RNS 2022).
La révision de la RNS 2022 a été annoncée par Emmanuel Macron le 20 janvier 2025 lors de ses vœux aux armées, afin que soient définis « les contours de notre défense globale et du réarmement, y compris moral ». De février à juin 2025, la préparation de la RNS 2025 a été organisée par le Secrétariat général de la défense et de la sécurité nationale (SGDSN) en associant l'ensemble des ministères et en consultation des commissions parlementaires en charge de la défense.
Depuis 2022, la situation internationale a connu de profonds bouleversements qu'il s'agisse de la remise en cause des équilibres géopolitiques en Europe ou de la dégradation de l'environnement sécuritaire mondial en raison de la simultanéité, de la multiplication et de l’interpénétration des conflits dans les autres régions du monde.
La principale menace identifiée par la RNS 2025 pour la France et les pays européens est désormais celle d’une guerre ouverte contre le cœur de l’Europe d'ici 2030. Cette menace implique que la France soit armée matériellement et moralement en 2030, pour faire face et gagner, avec ses alliés et partenaires, une guerre majeure de haute intensité. Préalablement à la publication de la RNS 2025, lors d'une conférence de presse le 11 juillet, le chef d'état-major des armées a affirmé que la Russie constituera une vraie menace avant 2030. La France et l'Europe sont confrontées à d'autres défis : attaques contre le modèle européen de démocratie libérale, guerres au Moyen-Orient pouvant dégénérer en un conflit généralisé dans la région, ambition de la Chine de devenir la première puissance mondiale, pivot vers l'Indo-Pacifique de la politique étrangère des États-Unis.
Face à ces défis la RNS 2025 analyse l’évolution du contexte stratégique, ses conséquences pour la France et ses partenaires et présente l’ambition à atteindre à l’horizon 2030 pour garantir la défense et la sécurité de la France et de l’Europe, en lien avec les efforts consentis par ses partenaires et alliés.
La RNS 2025 constitue la base conceptuelle à l'augmentation du budget de la défense en 2026 et 2027, au-delà des montants prévus par la loi de programmation militaire 2024-2030 (LPM 2024-2030), annoncée par le chef de l'État le 13 juillet 2025 lors de son traditionnel discours aux armées. « Une actualisation de la loi de programmation militaire sera présentée à l'automne » a précisé Emmanuel Macron.
La réévaluation des menaces sécuritaires et la révision de l'effort de défense en découlant s'inscrivent aussi dans le contexte de la forte pression mise par Donald Trump sur les membres européens de l'OTAN pour qu'ils accroissent considérablement leurs dépenses militaires. Lors du sommet de l'OTAN de La Haye fin juin 2025, les trente-deux États membres se sont engagés à augmenter drastiquement leurs dépenses de défense jusqu'à atteindre 5 % de leur produit intérieur brut (PIB) annuel en faveur de leur sécurité à l’horizon 2035.

## Première partie: Évolution du contexte stratégique depuis 2022

### Dégradation accélérée de l'environnement sécuritaire mondial
La RNS 2025 prend acte d'une dégradation encore accélérée de l'environnement sécuritaire mondial depuis la publication de la RNS 2022. Ce constat est articulé en quatre volets : le durcissement des postures coercitives et révisionnistes de la Russie et de l'Iran, le durcissement de la posture de la République populaire de Chine (RPC), la centralisé de l'arme nucléaire dans l'affirmation des puissances et la multiplication des conflits et fragilités régionales. La RNS 2025 fait aussi mention des menaces transnationales ( terrorisme, criminalité organisée) et des enjeux sécuritaires transverses que sont les migrations et le changement climatique.
« La principale menace pour la France et les Européens est celle posée par le risque d’une guerre ouverte contre le coeur de l’Europe » initiée par la Russie qui « a multiplié les actions hostiles vis-à-vis de la France et de ses partenaires européens en deçà du conflit direct : posture d’intimidation nucléaire, ingérences dans le champ informationnel, cyberattaques, [...], velléités d’ingérence dans les processus électoraux, [...] ». Au-delà, les objectifs géopolitiques mondiaux de la Russie se traduisent dorénavant par une « politique d’influence agressive » en Afrique et au Moyen-Orient et par l'activation de « leviers d'action hostiles [...] sur de nouveaux terrains (Arctique ou Grand Nord, espace exo-atmosphérique, fonds marins) ».
La RNS 2025 postule que « la Chine conçoit sa rivalité avec les États-Unis, profonde et multidimensionnelle, comme inévitable ». L'objectif de Pékin est de dépasser les États-Unis comme première puissance mondiale pour le centenaire de la création de la RPC en 2049. La Chine se considère souveraine sur les mers de Chine méridionale et orientale et veut mener à bien la réunification de Taïwan au continent. Cette politique se traduit par « la montée en gamme et l’intensité des exercices militaires autour de Taïwan, la poursuite de sa politique du fait accompli en mer de Chine méridionale, et le développement rapide de ses capacités civiles et militaires (dans les domaines conventionnel et nucléaire) ».
Depuis la fin de la guerre froide, la dissuasion nucléaire était passée à l'arrière plan des relations entre les puissances, conduisant certains auteurs à parler d'un « second âge nucléaire » auquel les années récentes ont mis un terme. À cet égard, la RNS 2025 formule ainsi le retour au premier plan de la dissuasion nucléaire : « L’environnement stratégique se caractérise par une centralité réaffirmée de l’arme nucléaire dans le jeu des puissances, du fait de trois évolutions parallèles : les actions déstabilisatrices de certains États dotés [de l'arme nucléaire] ; les crises de prolifération nucléaire ; le délitement des instruments de non-prolifération,
de désarmement et de maîtrise des armements, qui ne permet pas d’enrayer ces dynamiques préoccupantes ». Dans le même temps, « la Chine a poursuivi l’effort d’expansion considérable de son arsenal nucléaire, dans toutes les composantes de sa triade, tout en continuant de réaffirmer sa doctrine de non-emploi en premier »,.

### Solidarité transatlantique et stabilité stratégique mises à l'épreuve
La RNS 2025 fait le constat que la relation transatlantique est entrée dans une phase d'incertitude depuis l'élection de Donald Trump. En pratique, « les leviers de la puissance américaine sont pleinement exploités au service d’un agenda plus protectionniste, doublé d’un lien quasi-systématique entre l’économie (droits de douane ou exigence de contreparties commerciales) et la sécurité ». Les États-Unis mènent une politique moins prévisible avec des conséquences sur l'OTAN et la résolution du conflit en Ukraine. L’Union européenne (UE) est perçue comme un concurrent commercial de Washington. Dans le même temps, « la remise en cause assumée de la sécurité européenne par la Russie a précipité le délitement de l’architecture de sécurité et de maîtrise des armements en Europe, et mis à bas l’ordre européen fondé sur l’acte final d’Helsinki, la charte de Paris et l’Organisation pour la sécurité et la coopération en Europe (OSCE) ». Enfin, la RNS 2025 note le recours accru à des stratégies hybrides offensives, en deçà du seuil de la guerre ouverte, qui portent atteinte aux intérêts de la France et de ses alliés.
Face à ces menaces, la RNS 2025 prend acte du « réveil stratégique de l'Europe » qu'illustrent la mobilisation des États européens depuis le début de la guerre d’agression russe en Ukraine ainsi que la publication de la Boussole stratégique et du Livre blanc pour une défense européenne par l'UE.

### Autres risques stratégiques
La RNS 2025 identifie également comme des risques de premier plan le changement climatique, les atteintes à l’environnement et l’effondrement de la biodiversité, les difficultés d’accès aux matières premières et leurs impacts sur les enjeux énergétiques et économiques.

### Conséquences pour la France, l'Europe et l'ordre international
La RNS 2025 tire la conclusion suivante de l’accélération du basculement stratégique mondial : « L’évolution de l’environnement stratégique oblige la France à s’adapter, de manière simultanée, à l’urgence immédiate en accélérant son réarmement global, à se préparer à l’hypothèse d’un engagement majeur de haute intensité dans le voisinage de l’Europe à horizon 2027-2030, parallèle à une hausse massive des attaques hybrides sur son territoire ».

## Deuxième partie: Une ambition 2030 actualisée, appuyée par des moyens adaptés
La RNS 2025 reprend les six fonctions stratégiques et actualise l'ambition 2030 de la France qui figuraient dans la RNS 2022.
Les priorités de défense de la France demeurent inchangées en 2025 par rapport à 2022 : protéger et défendre son territoire, contribuer à la défense de l’Europe, intervenir pour garantir la défense de ses intérêts et celle de ses alliés extra-européens dans une zone allant du Golfe de Guinée à l’océan Indien, contribuer à la stabilité de la région Indo-Pacifique. L'évolution la plus importante concerne la défense de l'Europe à laquelle la France doit contribuer « y compris par sa dissuasion nucléaire », une précision qui ne figurait pas dans la RNS 2022. À cet égard, le chef de l'État annonce des consultations prochaines avec les partenaires européens. Le texte de 2025 ajoute que la France encouragera « le processus d’intégration européenne de l’Ukraine ».
Pour y parvenir, la RSS 2025 fixe onze objectifs stratégiques : 
- OS n°1 : Une dissuasion nucléaire robuste et crédible,
- OS n°2 : Une France unie et résiliente,
- OS n°3 : Une économie qui se prépare à la guerre,
- OS n°4 : Une résilience cyber de premier rang,
- OS n°5 : La France, allié exemplaire dans l’espace euro-atlantique,
- OS n°6 : La France, un des moteurs de l’autonomie stratégique européenne,
- OS n°7 : La France, partenaire de souveraineté fiable et pourvoyeuse de sécurité crédible,
- OS n°8 : Une autonomie d’appréciation et une souveraineté décisionnelle garanties,
- OS n°9 : Une capacité à se défendre et à agir dans les champs hybrides,
- OS n°10 : La capacité d'emporter la décision dans les opérations militaires,
- OS n°11 : Une excellence scientifique et technologique au service de la souveraineté française et européenne.

Par rapport à la RSS 2022, l'OS N° 11 a été ajouté. En outre, l'OS N° 3 a été reformulé au vu de la nécessité que l'économie se prépare à la guerre.
Le texte de l'OS N° 5 précise que « la relation avec l’Ukraine devra rester centrale dans la stratégie partenariale de l’OTAN en application de son mandat de la défense de la zone euro-atlantique. Il est nécessaire de préserver et de faire fructifier le dialogue avec l’Ukraine, et le traitement de la menace russe par l’OTAN ». Ce rappel des promesses faites à Kiev en 2024 traduit l'inquiétude du gouvernement français d'un changement de pied de Washington à cet égard.
L'OS N° 6 met en avant la relation avec l'Allemagne et le Royaume-Uni : « Au sein de l’Union européenne, le lien franco-allemand joue un rôle primordial. Le partenariat avec le Royaume-Uni présente un caractère toujours plus stratégique. »

## Troisième partie: Voies et moyens
Cette troisième partie de la RNS présente les voies et moyens qui sont nécessaires pour réaliser les objectifs stratégiques et atteindre l’ambition 2030 actualisée. Ceux-ci sont articulés en trois thématiques : protéger la Nation et augmenter la cohésion et la résilience de ses acteurs, renforcer l’autonomie stratégique et disposer d’une capacité d’action souveraine et crédible, contribuer à la sécurité de l’Europe et à la sécurité internationale.
La cohésion et la résilience de la Nation passe par une mobilisation citoyenne renforcée grâce en particulier par la « montée en puissance des effectifs de la réserve opérationnelle » des armées et des forces de sécurité intérieure ainsi que des dispositifs de réserve à l'échelon local. Des mesures de remédiation pour les biens vitaux à la continuité de la vie de la Nation seront déployées d'ici 2030 afin de « disposer de réserves pour s’assurer d’une autonomie suffisante pendant les premières semaines d’un conflit majeur qui interromprait les voies d’approvisionnement du territoire national ». La relance du nucléaire civil permettra de sécuriser la production d’énergie décarbonée en France. Dans le domaine de la cybersécurité, « les investissements dans les technologies d’avenir et dans la sécurisation des fondements numériques de l’économie [...] et de la société françaises seront réalisés pour permettre à la France de maîtriser des dépendances et de conserver sa liberté d’action ».
Au titre de l'autonomie stratégique, le réseau et les moyens diplomatiques seront renforcés notamment en matière de gestion de crise et de nouveaux moyens concernant la lutte contre le terrorisme et le renseignement seront déployés. La RNS 2025 identifie aussi un ensemble de mesures à court ou moyen termes pour renforcer la résilience et les capacités de montée en cadence de la base industrielle et technologique de défense (BITD).
Au niveau européen, « pour donner corps au Livre blanc sur la défense européenne, les ministères des armées de certains pays européens créeront de nouvelles coalitions capacitaires ».

## Sources